# 酢酸CoAトランスフェラーゼ
酢酸CoAトランスフェラーゼ(Acetate CoA-transferase、EC 2.8.3.8)は、以下の化学反応を触媒する酵素である。
アシルCoA + 酢酸{\displaystyle \rightleftharpoons }脂肪酸アニオン + アセチルCoA
従って、基質はアシルCoAと酢酸の2つ、生成物は脂肪酸アニオンとアセチルCoAの2つである。
この酵素は転移酵素、特にCoAトランスフェラーゼに分類される。系統名は、アシルCoA:酢酸CoA-トランスフェラーゼ(acyl-CoA:acetate CoA-transferase)である。この酵素は、安息香酸、プロピオン酸及びブタン酸の代謝に関与している。

## 構造
2007年末現在、1つの構造が解かれている。蛋白質構造データバンクのコードは、1K6Dである。